# Marie Štípková
Marie Štípková (* 9. září 1986 Český Těšín) je česká herečka. Vystudovala osmileté gymnázium v Českém Těšíně a DAMU, zpočátku v Praze studovala zároveň i právnickou fakultu, zde studium ale brzy ukončila. Divadlo začala hrát na české scéně Těšínského divadla. Po DAMU byla dva roky na volné noze a potom (v roce 2013) nastoupila do Městského divadla v Kladně, kde působila dva roky. Učí na DAMU.[kdy?]
Za roli Géši Gottfriedové v Brémské svobodě, uváděné v Městském divadle Kladno, získala Cenu divadelní kritiky za rok 2015.

## Divadelní role

### Těšínské divadlo
- Divotvorný hrnec, 2003 – zemědělkyně
- Aucassin a Nicoletta, 2004
- Kouzelná lampa Aladinova, 2004
- Sicilská komedie, 2005 – Nella
- Limonádový Joe, 2005 – Lolo, Červík

### Divadlo DISK
- Velmi společenské tance, 2008
- Na flámu, 2008 – Gertrud
- Tartuffe, 2009 – Dorina
- Kazimír a Karolína, 2009 – Marie
- Markéta, dcera Lazarova, 2010 – komediantka
- Racek, 2010 – Irina Arkadinová

### Divadlo Letí
- Metal4Ever, 2008
- Plantáž, 2012 – Patricie

### A Studio Rubín
- Soprán ze Slapské přehrady, 2008
- Úl, 2010

### ROXY
- Hra - na - čas, 2009

### Geisslers Hofcomoedianten Kuks
- Fitzli Putzli, 2009 – Fitzi Putzli
- Lakomec, 2010 – Elisa
- Ambrosia, 2010
- Don Juan aneb Strašlivé hodování, 2011
- Láska ke třem pomerančům, 2012 – Creonta

### Národní divadlo
- Co se stalo, když Nora opustila manžela aneb Opory společností, 2010 – Eva
- Pýcha a předsudek, 2016 – Charlotta

### Jihočeské divadlo
- Kašpárek v rohlíku – dneska to roztočíme!, 2010 – Ribana

### Divadlo Minor
- Broučci, 2010
- Zlatovláska, 2011
- Kocourkov!, 2011

### Divadelní studio Továrna
- Třicátá Marinina láska, 2011

### Švandovo divadlo
- Byla jsem doma a čekala, až přijde déšť, 2011 – Nejmladší

- Na větrné hůrce, 2019

### Studio DAMÚZA
- Cesta kolem světa za absolutní tmy Přijďte se nedívat na divadlo!, 2012

### MeetFactory
- Politický kabaret aneb Seber si to hovno, 2012

### Městské divadlo Kladno
- Hrdina západu, 2012 – Zuzana
- Vinnetou, 2013 – Klekipetra
- Miláček, 2013 – Suzanne Walterová
- Podivný případ se psem, 2013 – Siobhan
- Praporky ve větru (Hra pro celou rodinu), 2013
- Vražda na Nilu, 2014 – Jacqueline Severacová
- Jentl, 2014 – Jentl
- Brémská svoboda, 2015 – Géša Gottfriedová
- Nekonečný příběh, 2015
- Otec/Matka, 2015

### BodyVoiceBand Praha
- Vojna, 2013

### Letní shakespearovské slavnosti
- Mnoho povyku pro nic, 2014 – Ursula

### Divadlo na Vinohradech
- Kdokoli, 2015 – Smrt

### Činoherák Ústí
- Děti z Bullerbynu, 2016

## Filmografie
- Chyťte doktora, 2007 – asistentka Marie
- Anglické jahody, 2008 – Táňa
- Cesta do lesa, 2012 – učitelka Lída Cvrková
- Jako nikdy, 2013 – zdravotní sestra
- 8 hlav šílenství 2017